# Jacob Palm Svensson
Jacob Palm Svensson, född den 12 maj 1748 (g.s.) i Skövde, död den 30 april 1821 i Stockholm, var en svensk grosshandlare.

## Biografi
Palm Svensson, som var son till rådmannen i Skövde, skräddarmästaren Sven Palm och Elisabeth Holmén, bedrev sin verksamhet i Stockholm där han fick burskap som handelsman inom kryddor, det vill säga blev kryddkrämare. Han grundade sedermera ett bolag inom grosshandel med Olof Johan Zethraeus, som gifte sig med Palm Svenssons dotter. Firman Jacob Palm Swenson & Comp upplöstes med svärsonens bortgång 1808.
Palm Svensson ägde även Skålhamra gård i Täby.

### Familj
Palm Svensson gifte sig den 7 juni 1781 med Margareta Christina Lidman (1759–1815) från Falun, som var dotter till rådmannen och handelsmannen Anders Lidman och dennes hustru Christina Maria Haldin. Makarna Palm Svensson fick åtta barn, av vilka fyra levde till vuxen ålder, nämligen Margaretha Christina, född 28 mars 1782 och gift med kryddkramhandlaren Olof Johan Zethraeus, Jacob, född 9 augusti 1784, Sven Ulric, född 13 oktober 1787 och Elisabeth Sofia, född 3 april 1795 och gift med assessorn Lars Herman Gyllenhaal.